# Palicourea pedunculosa
Palicourea pedunculosa är en måreväxtart som först beskrevs av Louis Claude Marie Richard, och fick sitt nu gällande namn av Dc.. Palicourea pedunculosa ingår i släktet Palicourea och familjen måreväxter.
Artens utbredningsområde är Franska Guyana. Inga underarter finns listade i Catalogue of Life.